# Psychophora melanotica
Psychophora melanotica är en fjärilsart som beskrevs av Embrik Strand 1905. Psychophora melanotica ingår i släktet Psychophora och familjen mätare. Inga underarter finns listade.